# 阿赫马德普尔
阿赫马德普尔（Ahmadpur），是印度马哈拉施特拉邦Latur县的一个城镇。总人口35786（2001年）。

## 人口
该地2001年总人口35786人，其中男性18900人，女性16886人；0—6岁人口5137人，其中男2753人，女2384人；识字率68.67%，其中男性为75.78%，女性为60.70%。